# Guglielmo Bacci
Guglielmo Bacci (Torino, 15 aprile 1955) è un allenatore di calcio ed ex calciatore italiano, di ruolo difensore.

## Carriera

### Giocatore
Ha disputato due stagioni in Serie A con Roma e Udinese, debuttando in massima serie il 25 gennaio 1976 in Roma-Inter (1-1) e totalizzando 34 presenze ed un gol (in occasione della sconfitta esterna per 4-2 della Roma con l'Inter del 23 aprile 1978).
Ha inoltre militato in Serie B per tre stagioni con Sambenedettese e Perugia, per un totale di 69 presenze e 6 gol.

### Allenatore
La carriera di allenatore inizia con le giovanili di Rieti e Ostia Mare e prosegue con Vibonese, Viterbese e Potenza, dopo la stagione 2000-2001 in cui è vice allenatore al Genoa in Serie B..
Nel 2005 è al Castelsardo, nel 2008 è alla Rossanese con cui è promosso in Serie D e nel 2010 al Nardò; dopo aver allenato la Torres nel campionato di Eccellenza sarda, nell'ottobre 2011 viene chiamato alla guida del Real Metapontino militante nel campionato di Eccellenza lucana, dove viene però esonerato il 6 marzo 2012.
Nel giugno 2012 viene richiamato alla guida della Torres neopromossa in Serie D. Dopo averli guidati in Lega Pro Seconda Divisione lascia la guida tecnica dei sassaresi.
Il 1º luglio 2013 firma con il Terracina, militante in Serie D. Il 22 ottobre 2013 viene sollevato dalla guida tecnica dei biancocelesti.
Il 15 ottobre 2014 viene annunciato il suo ingaggio da parte della Nuorese in Serie D. A fine marzo 2015 dopo gli scarsi risultati ottenuti nell'ultimo periodo alla guida della Nuorese, rassegna le dimissioni dal club barbaricino.
Il 4 giugno 2016 torna per la terza volta alla Torres, diventando il nuovo tecnico della squadra sarda in sostituzione di Marco Sanna e il 16 novembre 2016 dopo un avvio disastroso, rassegna le dimissioni da tecnico dei rossoblù.
Il 15 dicembre 2018, viene annunciato il suo ingaggio da parte dell'Anziolavinio, ultimo nel girone G della Serie D. L'8 febbraio 2019, alla vigilia della trasferta di Sassari, contro il Latte Dolce, rassegna le sue dimissioni da tecnico dei laziali.
Dal  2021 è direttore tecnico del Mundial Roma.

## Palmarès

### Allenatore

#### Competizioni nazionali
- Serie D: 1

Torres: 2012-2013